# Selenocosmia lanceolata
Selenocosmia lanceolata is een spinnensoort in de taxonomische indeling van de vogelspinnen (Theraphosidae).
Het dier behoort tot het geslacht Selenocosmia. De wetenschappelijke naam van de soort werd voor het eerst geldig gepubliceerd in 1914 door Henry Roughton Hogg.